# Рогозеро
Рогозеро (Ивановское) — озеро в северо-восточной части Мурманска.
Площадь — 1,55 км². Площадь водосбора озера — 12,5 км². Объём — 0,022 км³.
Расположено на высоте 115 м над уровнем моря. Из озера берёт начало Ивановский ручей (верховье Росты).
Озеро является частью системы водохранилищ, суммарным объёмом около 0,035 км³, созданных для водоснабжения Мурманска. Сток зарегулирован. Амплитуда колебания уровня в озере около 3 м.
Зимой по озеру проходит трасса лыжного марафона в 50 километров Праздника Севера.